# Roll Up
Para el cartel publicitario, ver Expositor enrollable
«Roll Up» es una canción del rapero estadounidense Wiz Khalifa. Fue lanzado como el segundo sencillo de su álbum debut, Rolling Papers, después de haber sido escrito por Wiz Khalifa y Stargate.
La canción debutó en el número 48 en el Billboard Hot 100 y su máxima posición fue la 13, convirtiéndose en el cuarto sencillo con la posición más alta de Khalifa, detrás de «Black and Yellow», «No Sleep» y «Young, Wild & Free». Ha vendido más de 1 000 000 copias digitales solamente en los Estados Unidos. La cantante y modelo estadounidense Cassie Ventura aparece en el video oficial, que fue filmado en Venice Beach, Los Ángeles.

## Recepción crítica
La revista Billboard le dio una crítica positiva: «mientras que «Roll Up» es un cambio notable respecto a las canciones anteriores de Wiz Khalifa, el relajado tono emocional de la melodía es un apreciado giro a la izquierda». Maura Johnston de Popdust describió a «Roll Up» como una «despreocupada oda romántica» y continuó diciendo: «el coro de sing-song, en la que Wiz promete 'Roll up' cada vez que su mujer quiere, no es grande, y puede tener una popularidad hipo entre aquellas personas que aprecian el sentimiento de la canción pero que no están dispuestos a escucharla cuando sus parejas rondan. Pero es muy contagiosa». Less appreciative, Lewis Corner de Digital Spy le dio a la canción una calificación de tres estrellas de cinco y comentó: "Lamentablemente carece del formidable gancho del que su predecesor [«Black and Yellow»] presumía sin esfuerzo - suena más como una canción abandonada de Nelly de alrededor del año 2002 que un clásico moderno de hip-hop."

## Actuaciones en vivo
Khalifa realizó una versión acortada de "Roll up" seguida de "Black and Yellow" en los MTV Woodie Awards 2011 en marzo de 2011. Más tarde interpretó la canción en el Late Show with David Letterman el 11 de abril de 2011 y en Jimmy Kimmel Live en mayo de 2011. La canción era parte de su actuación de 49 minutos durante el último día del Festival de Artes y música del Valle de Coachella 2011. También la cantó también en Highfield en septiembre de 2011.

## Versiones
El conjunto de indie canadiense Walk off the Earth grabó una versión de la canción para el álbum recopilatorio Punk Goes Pop 4.

## Lista de canciones
Descarga digital
1. "Roll Up" - 3:47

## Posicionamiento
| Lista (2010–11)                             | Máxima posición |
| ------------------------------------------- | --------------- |
| Canadá (Canadian Hot 100)                   | 56              |
| Bélgica (Flandes) (Ultratip Bubbling Under) | 18              |
| Bélgica (Valonia) (Ultratip Bubbling Under) | 16              |
| Francia (SNEP)                              | 60              |
| Irlanda (IRMA)                              | 49              |
| Reino Unido (UK R&B Chart)                  | 13              |
| Reino Unido (UK Singles Chart)              | 42              |
| Estados Unidos (Billboard Hot 100)          | 13              |
| Estados Unidos (Hot R&B/Hip-Hop Songs)      | 7               |
| Estados Unidos (Hot Rap Songs)              | 2               |
| US Pop Songs (Billboard)                    | 15              |

### Certificaciones
| País           | Certificación |
| -------------- | ------------- |
| Estados Unidos | Platino       |

### Listas de fin de año
| Lista (2011)         | Posición |
| -------------------- | -------- |
| US Billboard Hot 100 | 56       |

## Lanzamientos
| País           | Fecha                | Discográfica     | Formato          |
| -------------- | -------------------- | ---------------- | ---------------- |
| Estados Unidos | 3 de febrero de 2011 | Atlantic Records | Descarga digital |